# Ramesodes oblonga
Ramesodes oblonga là một loài bướm đêm trong họ Noctuidae.